# التاویلا مونفراتو
التاویلا مونفراتو (به ایتالیایی: Altavilla Monferrato) یک سکونتگاه مسکونی در ایتالیا است که در استان آلساندریا واقع شده‌است.

## خصوصیات
التاویلا مونفراتو ۱۱٫۳ کیلومترمربع مساحت و ۴۹۲ نفر جمعیت دارد و ۲۵۶ متر بالاتر از سطح دریا واقع شده‌است.